# Erik Anker

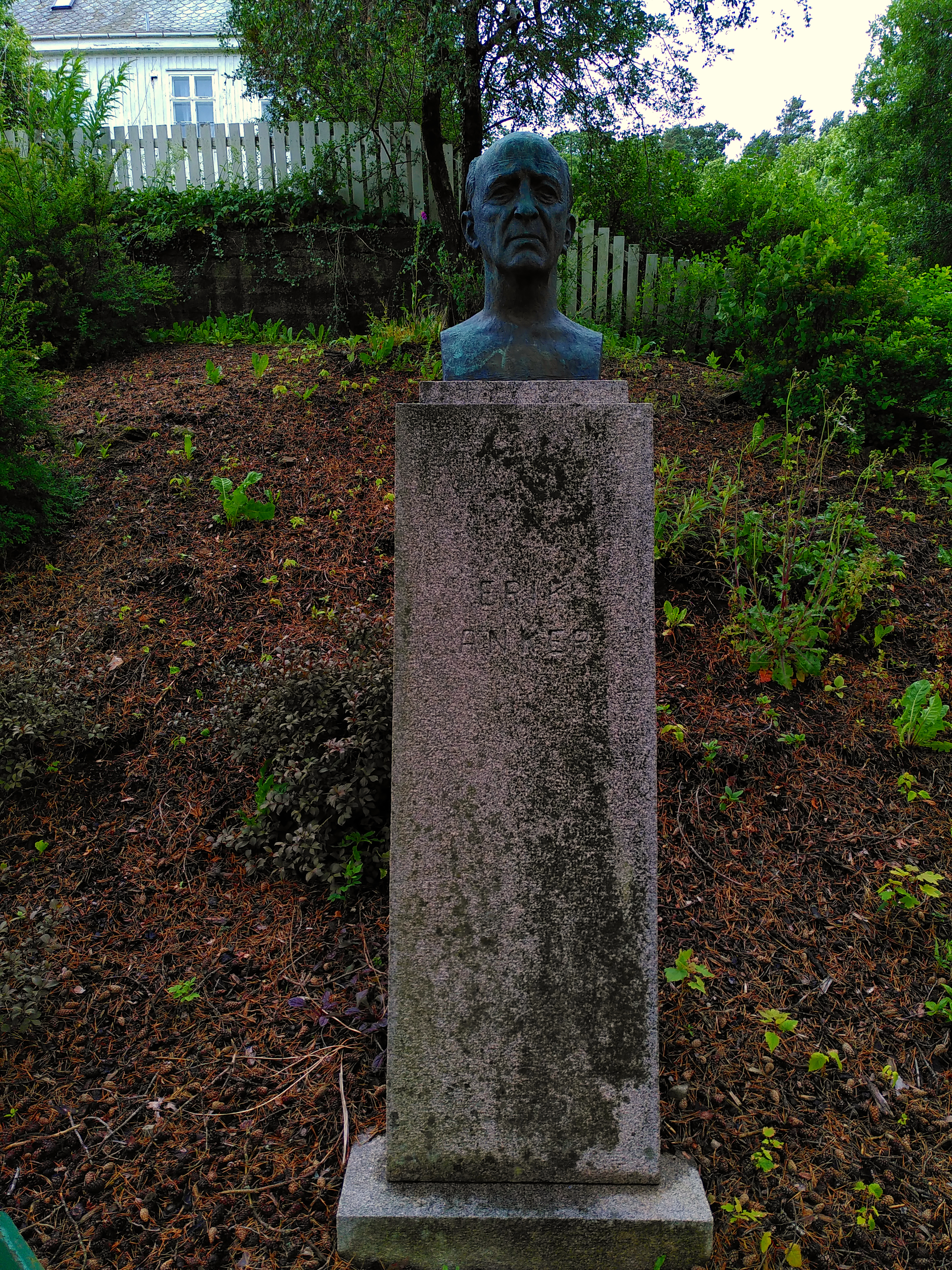
Popiersie Erika Ankera odsłonięte 14 czerwca 1975 r. w Sokndal.

Erik Anker (ur. 15 października 1903 w Berg, obecnie części Halden, zm. 15 sierpnia 1994 w Halden) – norweski przedsiębiorca i żeglarz, olimpijczyk, zdobywca złotego medalu w regatach na letnich igrzyskach olimpijskich w 1928 roku w Amsterdamie. Syn Johana Ankera.
Studiował w Neuchâtel, Paryżu i Brukseli. Zarządzał rodzinnym przedsiębiorstwem, a także zasiadał w wielu zarządach, radach nadzorczych i organizacjach branżowych. W latach 1949–1959 był belgijskim wicekonsulem w okręgu Østfold.
Odznaczony Orderem Świętego Olafa.

## Sport
Zwyciężał w wielu regatach, zarówno krajowych, jak i zagranicznych. Na Letnich Igrzyskach Olimpijskich 1928 zdobył złoto w żeglarskiej klasie 6 metrów. Załogę jachtu Norna tworzyli również Håkon Bryhn, Johan Anker i ówczesny następca tronu Norwegii, książę Olaf.